# Yunier Fernández
Yunier Fernández (1 de octubre de 1982) es un deportista cubano que compite en tenis de mesa adaptado. Ganó una medalla de oro en los Juegos Paralímpicos de París 2024, en la prueba individual (clase MS1).

## Palmarés internacional
| Juegos Paralímpicos | Juegos Paralímpicos | Juegos Paralímpicos | Juegos Paralímpicos |
| Año                 | Lugar               | Medalla             | Prueba              |
| ------------------- | ------------------- | ------------------- | ------------------- |
| 2024                | París (Francia)     | Medalla de oro      | Individual MS1      |